# Cymru Fydd

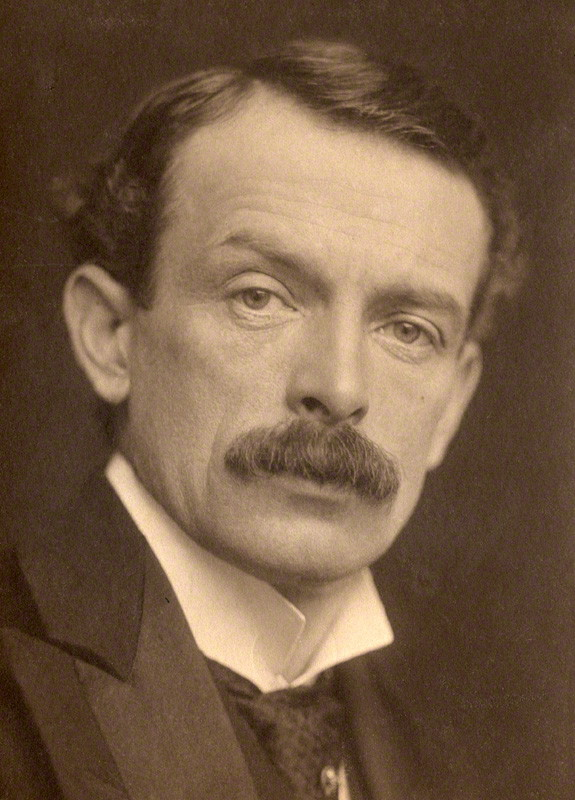

El Cymru Fydd (El Gales que viene; pronunciado en galés: [ˈkəmri ˈvi:ð ]) fue un movimiento fundado en 1886 por  nativos galeses que vivían en Londres. Algunos de sus principales líderes fueron David Lloyd George (luego Primer Ministro), JE Lloyd, OM Edwards, TE Ellis (líder, diputado por Merioneth, 1886–1899), Beriah Gwynfe Evans y Alfred Thomas.  Inicialmente era una sociedad con sede en Londres, que gracias a su fama se expandió a ciudades de Inglaterra con una gran población galesa.
La creación de esta asociación fue en gran parte inspirada por William Ewart Gladstone, quien vivía en Hawarden, Gales, y el movimiento nacionalista en Irlanda, pero ampliando los objetivos con un sentido de misión imperial predicado por John Ruskin y un programa de reforma social y política promovida por Robert Owen, Arnold Toynbee y la Fabian Society, lo cual estaba en marcado contraste con el nacionalismo irlandés, de Charles Stewart Parnell y otros, que buscaban la separación de las estructuras políticas británicas. El movimiento se parecía al nacionalismo cultural que se encuentra en partes de la Europa continental y estaba fuertemente influenciado por intelectuales como OM Edwards y JE Lloyd.
A partir de 1892 expandió su influencia al propio Gales, donde  en Barry  W. Llewelyn Williams  creó su propia rama del movimiento.
Su principal objetivo era proclamar el autogobierno de Gales, lo cual no acabó sucediendo.
El primer bache que tuvo fue  la retirada de TE Ellis para unirse al gobierno en 1892, siendo sustituido por David Lloyd George y Herbert Lewis (diputado por Flint Boroughs), que asumieron el liderazgo de Cymru Fydd y lo reorganizaron, reduciendo los objetivos y aumentando la relevancia de la política en el programa.
Tras esto hubo un período de éxito entre 1894-1895, momento en el que se fusionó con la Federación Liberal de Gales del Norte (18 de abril de 1895) para formar la Federación Nacional de Gales, pero a partir de ese momento encontró una gran oposición de la Federación Liberal de Gales del Sur, encabezada por su presidente David Alfred Thomas (diputado por Merthyr Tydfil entre 1889 y 1910).
El 16 de enero de 1896, este problema pareció poder resolverse con  la propuesta de fusionar la Federación Liberal de Gales del Sur con la Federación Nacional de Gales que se presentó a la Asamblea General Anual (AGM) de la Federación Liberal de Gales del Sur, celebrada en Newport, Monmouthshire. Durante esta, Lloyd George fue abucheado y se le negó el permiso para hablar, y el momento decisivo fue cuando Robert Bird, un alto concejal de Cardiff, declarara su determinación de resistir "la dominación de las ideas galesas". La propuesta de fusión fue denegada. 
El Cymru Fydd colapsó poco después. El efecto de este colapso fue particularmente severo en las Asociaciones Liberales de Mujeres,  15 de ellas colapsaron.
Lloyd George cambió su atención a los asuntos británicos, y luego se destacó como oponente de la segunda guerra bóer.
El movimiento fue apoyado por la revista Young Wales, editada por John Hugh Edwards entre 1895 y su colapso en 1896. Una revista anterior, Cymru Fydd, dejó de publicarse en 1891.